# Gibt es einen Weihnachtsmann?

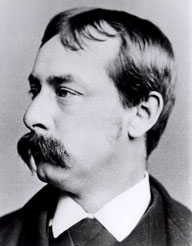
Francis P. Church, Autor des berühmten Leitartikels (1839–1906)

Gibt es einen Weihnachtsmann? (im englischen Original “Is There a Santa Claus?”) hieß die Überschrift zu einem Leitartikel, der in der Ausgabe vom 21. September 1897 der Zeitung New York Sun erschien. Das von Francis Pharcellus Church verfasste Editorial mit der darin gegebenen Antwort „Ja, Virginia, es gibt einen Weihnachtsmann“ (im englischen Original “Yes, Virginia, there is a Santa Claus”) ist ein fester Bestandteil populärer Weihnachtsüberlieferungen in den Vereinigten Staaten und andernorts geworden.

## Geschichte
Im Jahre 1897 wurde Philip O’Hanlon, der Assistent eines Untersuchungsrichters („Coroner“) in Manhattans Upper West Side, von seiner acht Jahre alten Tochter Virginia gefragt, ob Santa Claus wirklich existiere. Virginia hatte zu zweifeln begonnen, ob es einen Weihnachtsmann gebe, weil ihre Freunde ihr erklärt hatten, dass es ihn nicht gibt. 
Ihr Vater antwortete ausweichend, war aber damit einverstanden, dass sie an die New York Sun schrieb, eine zu jener Zeit bedeutende New Yorker Zeitung, ihr dabei versichernd, dass das Blatt die Wahrheit sagen würde. Während er sich damit der Verantwortung entzogen hatte, gab er unbeabsichtigt einem Redakteur der Zeitung, Francis P. Church, die Gelegenheit, über diese einfache Frage nachzudenken und die philosophischen Zusammenhänge anzusprechen.
Church war während des Amerikanischen Bürgerkrieges Kriegskorrespondent gewesen; diese Zeit hatte große Leiden und einen entsprechenden Mangel an Hoffnung und Glauben bei vielen in der Gesellschaft mit sich gebracht. Obwohl das Blatt die Antwort auf Virginias Zuschrift an siebter Stelle unter den Leitartikeln auf Seite 6 platzierte, noch unter einem Kommentar über ein eben erfundenes „kettenloses Fahrrad“, war die Botschaft für viele Leser sehr bewegend. Mehr als ein Jahrhundert später ist es der am meisten nachgedruckte Leitartikel einer englischsprachigen Zeitung überhaupt.
Die Authentizität des Briefes wurde in Frage gestellt und die Autorschaft des jungen Mädchens angezweifelt, da ihr nicht zugetraut wurde, dass sie sich auf Kinder ihres eigenen Alters als „meine kleinen Freunde“ beziehen würde. Die Echtheit des Briefes wurde jedoch später von einer Expertin bestätigt.

## Textübersetzung

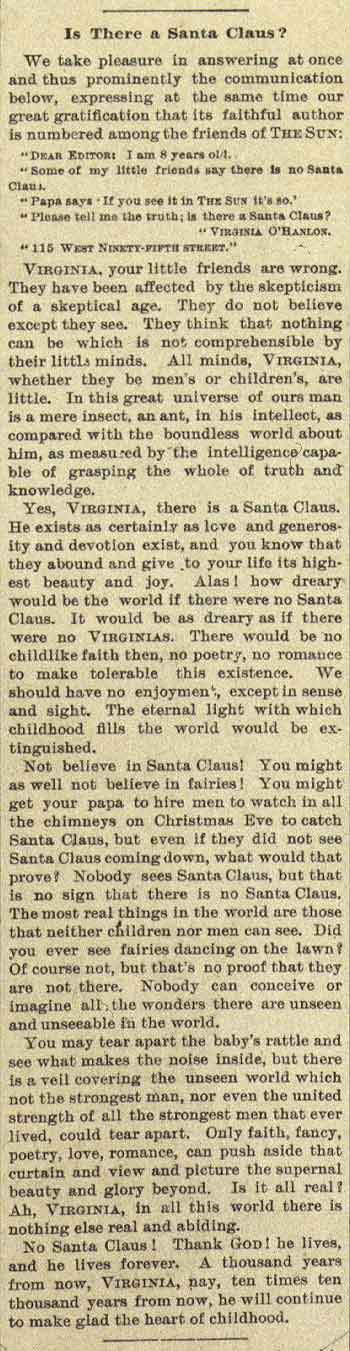
Leitartikel aus der New York Sun vom 21. September 1897

Die folgende Fassung ist eine am Originaltext orientierte Eindeutschung.
Mit Freude beantworten wir sofort und damit auf herausragende Weise die folgende Mitteilung und geben gleichzeitig unserer großen Freude Ausdruck, dass ihre gewissenhafte Autorin zu den Freunden der Sun zählt:
Lieber Redakteur: Ich bin 8 Jahre alt.
Einige meiner kleinen Freunde sagen, dass es keinen Weihnachtsmann gibt.
Papa sagt: ‚Wenn du es in der Sun siehst, ist es so.‘
Bitte sagen Sie mir die Wahrheit: Gibt es einen Weihnachtsmann?

Virginia O’Hanlon.
115 West Ninety-fifth Street.
Virginia, deine kleinen Freunde haben unrecht. Sie sind beeinflusst von der Skepsis eines skeptischen Zeitalters. Sie glauben an nichts, das sie nicht sehen. Sie glauben, dass nichts sein kann, was ihr kleiner Verstand nicht fassen kann. Der Verstand, Virginia, sei er nun von Erwachsenen oder Kindern, ist immer klein. In diesem unserem großen Universum ist der Mensch vom Intellekt her ein bloßes Insekt, eine Ameise, verglichen mit der grenzenlosen Welt über ihm, gemessen an der Intelligenz, die zum Begreifen der Gesamtheit von Wahrheit und Wissen fähig ist. 
Ja, Virginia, es gibt einen Weihnachtsmann. Er existiert so zweifellos wie Liebe und Großzügigkeit und Zuneigung bestehen, und du weißt, dass sie reichlich vorhanden sind und deinem Leben seine höchste Schönheit und Freude geben. O weh! Wie öde wäre die Welt, wenn es keinen Weihnachtsmann gäbe. Sie wäre so öde, als wenn es dort keine Virginias gäbe. Es gäbe dann keinen kindlichen Glauben, keine Poesie, keine Romantik, die diese Existenz erträglich machen. Wir hätten keine Freude außer durch die Sinne und den Anblick. Das ewige Licht, mit dem die Kindheit die Welt erfüllt, wäre ausgelöscht. 
Nicht an den Weihnachtsmann glauben! Du könntest ebenso gut nicht an Elfen glauben! Du könntest deinen Papa veranlassen, Menschen anzustellen, die am Weihnachtsabend auf alle Kamine aufpassen, um den Weihnachtsmann zu fangen; aber selbst wenn sie den Weihnachtsmann nicht herunterkommen sähen, was würde das beweisen? Niemand sieht den Weihnachtsmann, aber das ist kein Zeichen dafür, dass es den Weihnachtsmann nicht gibt. Die wirklichsten Dinge in der Welt sind jene, die weder Kinder noch Erwachsene sehen können. Sahst du jemals Elfen auf dem Rasen tanzen? Selbstverständlich nicht, aber das ist kein Beweis dafür, dass sie nicht dort sind. Niemand kann die ungesehenen und unsichtbaren Wunder der Welt begreifen oder sie sich vorstellen. 
Du kannst die Babyrassel auseinanderreißen und nachsehen, was darin die Geräusche erzeugt; aber die unsichtbare Welt ist von einem Schleier bedeckt, den nicht der stärkste Mann, noch nicht einmal die gemeinsame Stärke aller stärksten Männer aller Zeiten, auseinanderreißen könnte. Nur Glaube, Phantasie, Poesie, Liebe, Romantik können diesen Vorhang beiseiteschieben und die übernatürliche Schönheit und den Glanz dahinter betrachten und beschreiben. Ist das alles wahr? Ach, Virginia, in der ganzen Welt ist nichts sonst wahrer und beständiger. 
Kein Weihnachtsmann! Gott sei Dank! lebt er, und er lebt auf ewig. Noch in tausend Jahren, Virginia, nein, noch in zehnmal zehntausend Jahren wird er fortfahren, das Herz der Kindheit zu erfreuen.

## Nachwirkungen
Wenn der Leitartikel heutzutage wiedergegeben wird, wird oft mehr als die Hälfte der ursprünglichen Antwort von Church weggelassen. Ein Teil, der häufig nicht wiederholt wird, beginnt mit Not believe in Santa Claus! You might as well not believe in fairies. („Nicht an den Weihnachtsmann glauben! Du könntest ebenso gut nicht an Elfen glauben.“)
Jedes Jahr werden Virginias Brief und die Antwort Churchs in einer Zeremonie an seiner Alma Mater, dem Columbia College of Columbia University, gelesen. 
Die Geschichte der Anfrage Virginias und der „Sun“-Antwort erhielt in einer Fernsehfassung 1974 einen Emmy. Die Animationen stammten von Bill Melendez (bekannt durch seine Arbeiten bei Peanuts-Spezials), die Stimmen von Jim Backus und Jimmy Osmond. In New York City hat der lokale Fernsehjournalist Gabe Pressman die Geschichte zu Weihnachten über dreißig Jahre lang nacherzählt.
Virginia O’Hanlon bekam ihr Leben lang Post über ihren Brief. Sie fügte ihren Antworten eine Kopie des Leitartikels bei. In einem Interview in ihrem späteren Leben schrieb sie dem Leitartikel zu, die Richtung ihres Lebens ziemlich positiv geformt zu haben.
Die Geschichte lieferte Stoff für verschiedene Bearbeitungen künstlerischer Art. Unter anderem gab im Jahr 2006 das Duo The Dresden Dolls ein Album mit dem Titel Yes, Virginia … heraus. Ein Teil des Textes wurde in der Fernsehserie Alf in der Folge Wenn der Weihnachtsmann kommt zitiert, ebenso in dem Weihnachtsfilm Jessica und das Rentier aus dem Jahr 1989. steyl medien produzierten einen Kurzfilm über die Geschichte.

## Adaption als Christkind
In süddeutschen und österreichischen Wiedergaben des Briefes wird „Santa Claus“ häufig mit Christkind übersetzt. Das entspricht der Rolle des Christkindes als Gabenbringer zu Weihnachten in den Teilen des deutschen Sprachraums, in denen der Weihnachtsmann nicht oder nicht so sehr bekannt ist.